# Uránia Ismeretterjesztő Társaság

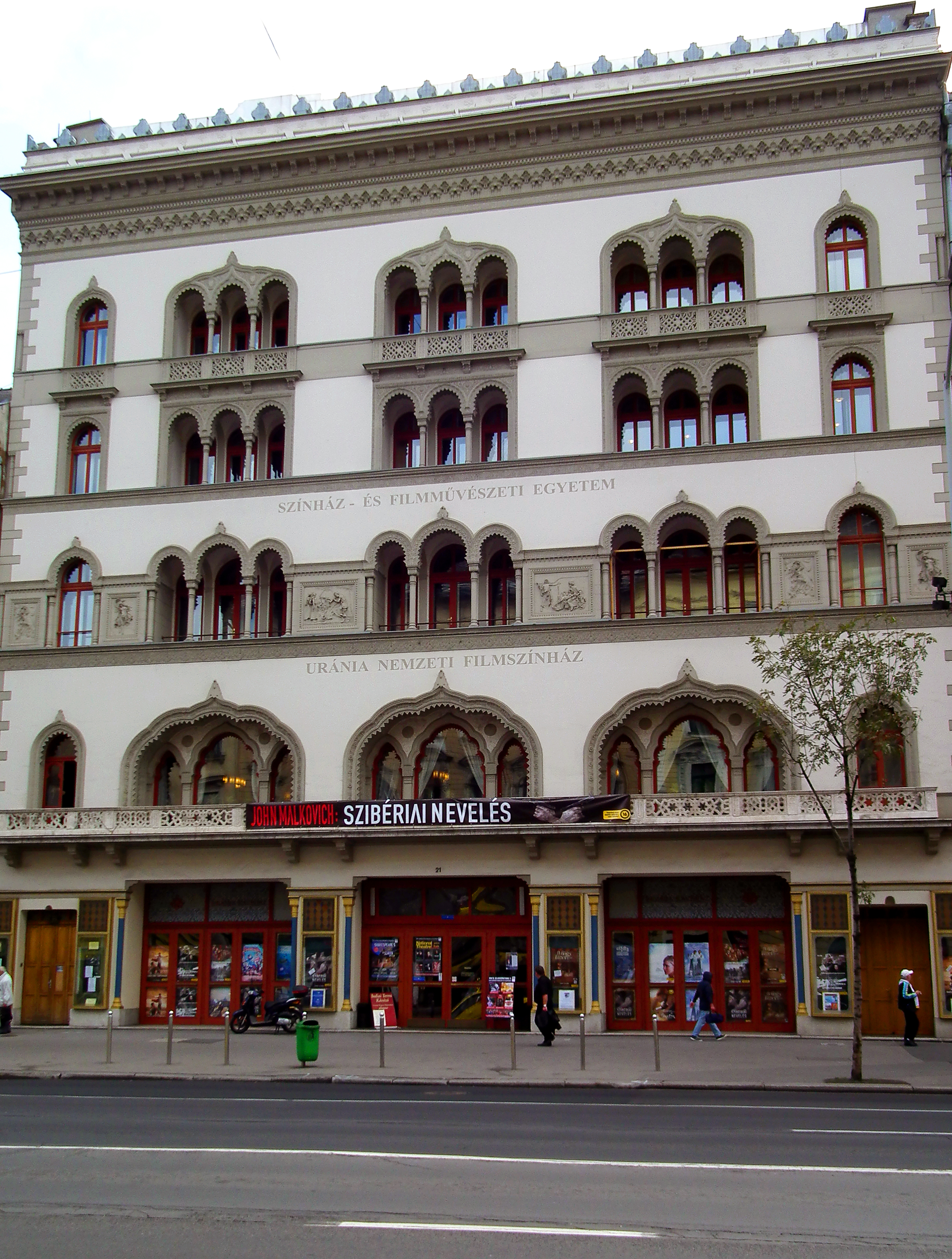
A budapesti Uránia társaság székháza.

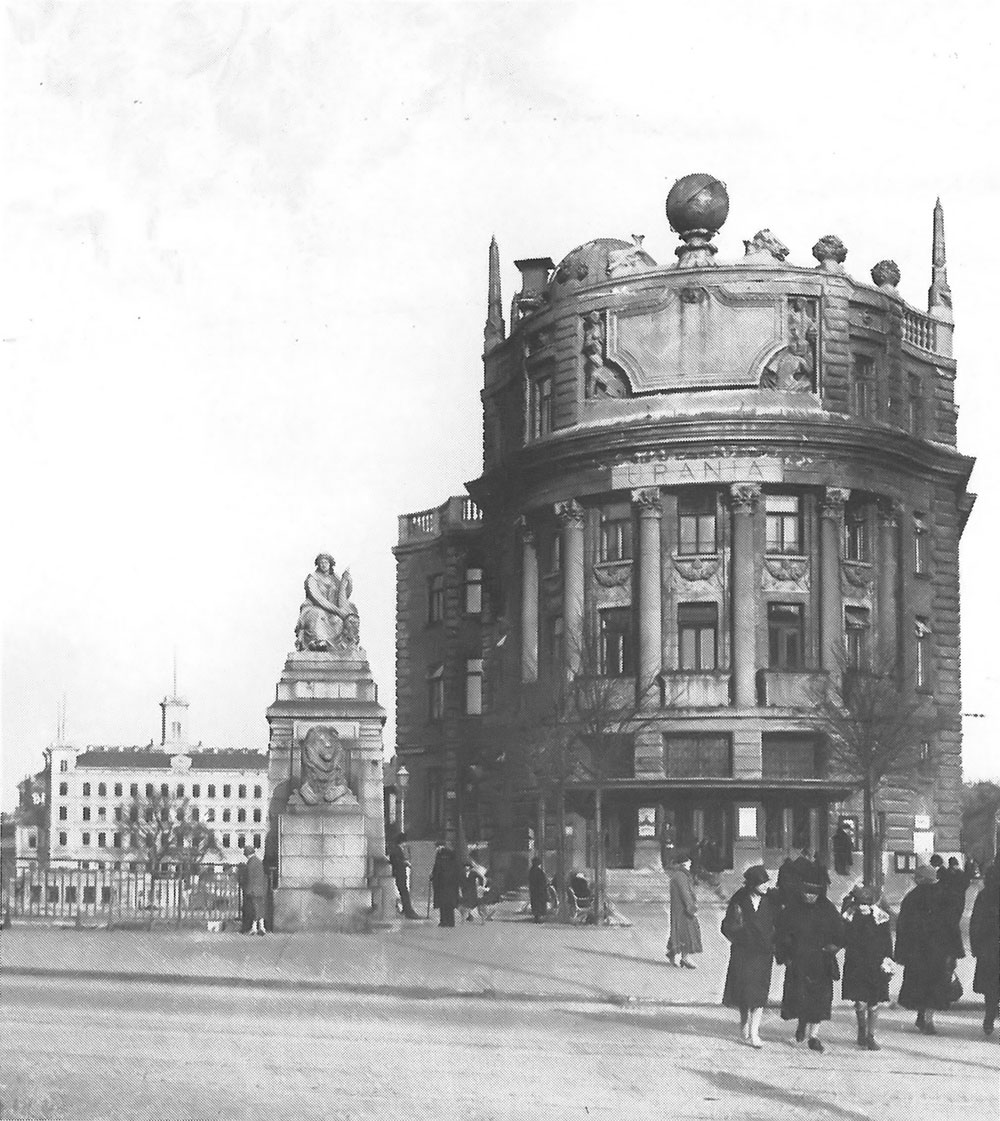
A bécsi Uránia társaság székháza 1910-ben röviddel megnyitása után.

Uránia Ismeretterjesztő Társaság 1897-ben Budapesten, elsősorban magánszemélyek által, részvénytársasági formában alapított, a társadalom egésze számára tudományos ismeretterjesztésre (vetített képekkel, eljátszott jelenetekkel) szánt intézmény.
Európa-szerte, így Budapesten, Bécsben, Berlinben, Zürichben, Antwerpenben, obszervatóriumok, csillagvizsgálók viselik Uránia nevét. A névadásban vélhetően szerepet játszott, hogy a svédországi Hven szigeten állt Tycho Brahe Uraniborg nevű kastély-obszervatóriuma.

## Budapesten
1907-ben adták át az Uránia Társaság székházát, a Budapest VIII. Rákóczi út 21. szám alatt található mór stílusú Uránia Tudományos Színházat. 1908-ban az Uránia Színház már 437 előadást tartott, folyóiratot adott ki és ismeretterjesztő anyagokat árusító műkereskedést tartott fenn. 
A Uránia Ismeretterjesztő Társaságot a második világháború után feloszlatták. Épületében az Uránia Mozi és a Színművészeti Főiskola Ódry Színpada kapott helyet, míg feladatkörét és az Uránia Bemutató Csillagvizsgálót a Tudományos Ismeretterjesztő Társulat vette át.

## Bécsben

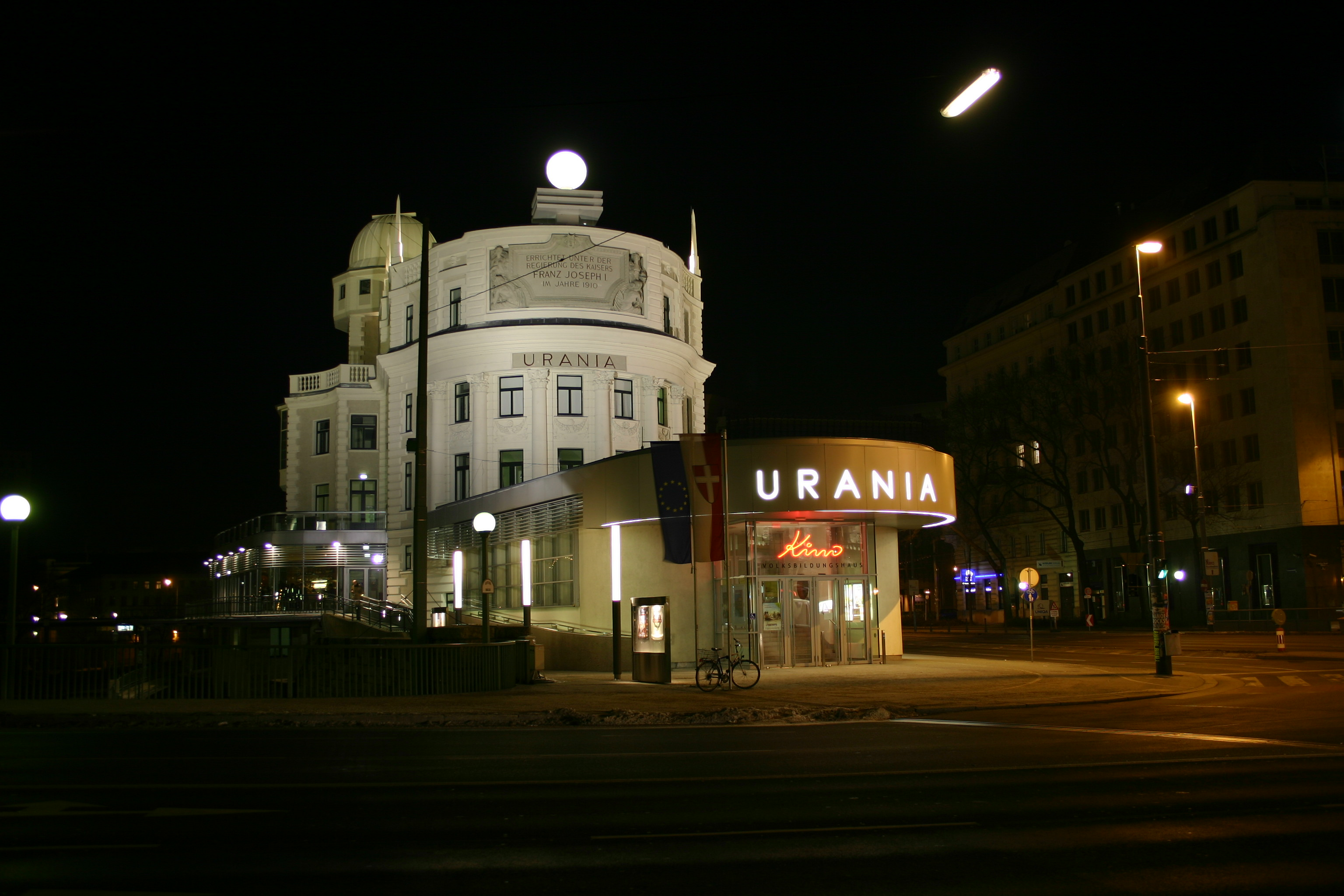
A bécsi Uránia ma

1910-ben készült el az Uránia Társaság Max Fabiani által tervezett szecessziós székháza, az Uránia Ház. A bécsi Uránia Házat I. Ferenc József császár avatta fel. Az épület a második világháborúban súlyos károkat szenvedett. Teljes helyreállítására 1957-ig kellett várni. A felújított épület jelenleg is eredeti céljainak megfelelően üzemel, a tudományos ismeretterjesztés szolgálatában áll. Az osztrák Népi Főiskolák egyik intézménye.